# 比福克 (密蘇里州)
比福克（英語：Bee Fork）是位於美國密蘇里州雷諾茲縣的非建制地區。

## 歷史
比福克的郵局於1874年設立，其後於1914年停運。

## 地理
比福克所處的海拔為高於海平面279米（即915英呎），而該地所採用的時區為UTC-6，即北美中部時區（CST）。同時該地設有夏令時間，為UTC-6調快一小時，即UTC-5（CDT）。